# Foot Ball Club Spezia 1906 1961-1962
Questa voce raccoglie le informazioni riguardanti il Foot Ball Club Spezia 1906 nelle competizioni ufficiali della stagione 1961-1962.

## Stagione
Nella stagione 1961-1962 lo Spezia disputa il girone B del campionato di Serie C, un torneo a 18 squadre che prevede una promozione e due retrocessioni, con 27 punti in classifica si piazza in ultima posizione appaiato all'Empoli, entrambe retrocedono in Serie D, il torneo è stato vinto con 44 punti dal Cagliari che ottiene la promozione in Serie B.
Una pesante situazione finanziaria porta alle dimissioni del presidente Enrico Bertorello, al vertice dello Spezia si forma un Comitato di Reggenza che spiana la strada a Guerriero Menicagli. Agli aquilotti affidati all'allenatore slavo Stanko Ruzic vengono a mancare le prestazioni di Domenico De Dominicis, Giovanni Mangini, Adolfo Cartisano, Antonio Tamburini e Adelio Colombo. A rimpiazzare le tante partenze arrivano gli attaccanti Rino Di Fraia dal Piacenza e Adriano Birtig dal Treviso, a cui si aggiunge a novembre Vittorio Remondini dal Parma. Il campionato si dimostra un vero e proprio calvario per gli aquilotti, anche il cambio di allenatore con l'arrivo di Libero Salvietti, non porta i frutti sperati, tra recriminazioni e occasioni perse lo Spezia si piazza ultimo con l'Empoli, finendo in Serie D, dove rimane per quattro stagioni.

## Rosa
| N. |                   | Ruolo | Calciatore         |
| -- | ----------------- | ----- | ------------------ |
|    | Italia (bandiera) | A     | Umberto Angeli     |
|    | Italia (bandiera) | C     | Romano Aquilani    |
|    | Italia (bandiera) | A     | Adriano Birtig     |
|    | Italia (bandiera) | C     | Roberto Boggio     |
|    | Italia (bandiera) | A     | William Bronzoni   |
|    | Italia (bandiera) | C     | Umberto Campioli   |
|    | Italia (bandiera) | C     | Carlo Corongiu     |
|    | Italia (bandiera) | C     | Giovanni Currarini |
|    | Italia (bandiera) | C     | Roberto Derlin     |

| N. |                   | Ruolo | Calciatore         |
| -- | ----------------- | ----- | ------------------ |
|    | Italia (bandiera) | A     | Rino Di Fraia      |
|    | Italia (bandiera) | A     | Riccardo Fasana    |
|    | Italia (bandiera) | D     | Ferruccio Incerti  |
|    | Italia (bandiera) | P     | Irio Lorè          |
|    | Italia (bandiera) | D     | Enrico Pezzica     |
|    | Italia (bandiera) | A     | Vittorio Remondini |
|    | Italia (bandiera) | P     | Silvano Rosi       |
|    | Italia (bandiera) | A     | Franco Santoro     |
|    | Italia (bandiera) | D     | Gianni Zennaro     |

## Risultati

### Girone di andata
| Arezzo 24 settembre 1961 1ª giornata | Arezzo          | 0 – 0 | Spezia | Stadio Città di Arezzo\| Arbitro: \| Ferrando (Roma) \| |
| Arbitro:                             | Ferrando (Roma) |       |        |                                                         |

| Arbitro: | Recanati (Roma) |

|           |           |             |
| Derlin 8’ | Marcatori | 69’ Cazzola |

| Arbitro: | Donato (Roma) |

|                       |           |  |
| Parise 2’ Ronconi 60’ | Marcatori |  |

| Arbitro: | Pieroni (Roma) |

|                          |           |  |
| Galasi 57’ Cavallini 85’ | Marcatori |  |

| Arbitro: | Ammirato (Napoli) |

|                                            |           |                     |
| Incerti 16’ (rig.) Birtig 69’ Bronzoni 85’ | Marcatori | 41’, 47’ Cattabiani |

| Arbitro: | Torra (Pavia) |

|                                              |           |                 |
| Campioli 29’ Incerti 65’ (rig.) Aquilani 77’ | Marcatori | 34’ Balestrieri |

| Arbitro: | Fogliamanzillo (Torre Annunziata) |

|                                                  |           |               |
| Berlinzani 6’, 25’, 27’ Redegalli 66’ Poggio 82’ | Marcatori | 48’ Currarini |

| Arbitro: | Nobilia (Roma) |

|                         |           |            |
| Bronzoni 23’ Derlin 59’ | Marcatori | 80’ Tonini |

| Arbitro: | Sabatella (Potenza) |

|                           |           |             |
| Cavicchia 10’ Mariani 71’ | Marcatori | 21’ Incerti |

| Arbitro: | Accomazzo (Torino) |

|              |           |  |
| Di Fraia 65’ | Marcatori |  |

| Arbitro: | Motta (Monza) |

|             |           |              |
| Zennaro 59’ | Marcatori | 55’ Zecchini |

| Arbitro: | Pfiffner (Milano) |

|                            |           |            |
| Toffarello 43’ Baldini 59’ | Marcatori | 17’ Birtig |

| La Spezia 17 dicembre 1961 13ª giornata | Spezia            | 0 – 0 | Livorno | Stadio Alberto Picco\| Arbitro: \| Palazzo (Palermo) \| |
| Arbitro:                                | Palazzo (Palermo) |       |         |                                                         |

| Arbitro: | Caporali (Cremona) |

|                    |           |            |
| Incerti 78’ (rig.) | Marcatori | 24’ Vanini |

| Arbitro: | Paciello (Foggia) |

|                                 |           |                    |
| Piaceri 65’ Rambotti 88’ (rig.) | Marcatori | 81’ (rig.) Incerti |

| Arbitro: | De Angelis (Pescara) |

|  |           |           |
|  | Marcatori | 60’ Leoni |

| Arbitro: | Jurlano (Taranto) |

|              |           |  |
| Veronesi 37’ | Marcatori |  |

### Girone di ritorno
| Arbitro: | D'Auria (Salerno) |

|                            |           |                        |
| Remondini 41’ Campioli 89’ | Marcatori | 70’ Mattioli 81’ Meroi |

| Arbitro: | Monti (Ancona) |

|           |           |  |
| Luosi 90’ | Marcatori |  |

| La Spezia 11 febbraio 1962 20ª giornata | Spezia            | 0 – 0 | Cagliari | Stadio Alberto Picco\| Arbitro: \| Magrini (Venezia) \| |
| Arbitro:                                | Magrini (Venezia) |       |          |                                                         |

| Arbitro: | Vitullo (Roma) |

|               |           |                           |
| Remondini 90’ | Marcatori | 36’, 68’ Galasi 55’ Cocco |

| Arbitro: | Cadel (Mestre) |

|                                        |           |  |
| Corti 6’, 40’ Cominato 17’ Fortini 72’ | Marcatori |  |

| Arbitro: | Bernardis (Trieste) |

|  |           |                    |
|  | Marcatori | 88’ (rig.) Incerti |

| Arbitro: | Ferrando (Foligno) |

|              |           |                                                  |
| Corongiu 57’ | Marcatori | 30’ Redegalli 35’, 42’ Bonizzoni 73’, 84’ Taddei |

| Arbitro: | Negri (Monza) |

|  |           |             |
|  | Marcatori | 44’ Zennaro |

| Arbitro: | Baldassarre (Udine) |

|               |           |              |
| Remondini 69’ | Marcatori | 4’ Cavicchia |

| Arbitro: | Schinetti (Brescia) |

|              |           |  |
| Cervetto 87’ | Marcatori |  |

| Arbitro: | Di Maio (Palermo) |

|                       |           |  |
| Nardi 11’ Bramati 44’ | Marcatori |  |

| Arbitro: | Trezza (Verona) |

|               |           |  |
| Currarini 65’ | Marcatori |  |

| Arbitro: | Zanchi (Mestre) |

|                            |           |                                |
| Mantovani 39’ Varglien 48’ | Marcatori | 20’ (aut.) Coluccia 29’ Angeli |

| Arbitro: | Firmi (Crema) |

|                    |           |             |
| Bui 24’ Mungai 67’ | Marcatori | 13’ Incerti |

| Arbitro: | Ciferri (Roma) |

|                         |           |  |
| Angeli 47’ Bronzoni 52’ | Marcatori |  |

| Arbitro: | Mariotti (Firenze) |

|             |           |  |
| Beraldo 69’ | Marcatori |  |

| Arbitro: | Caputo (Avellino) |

|                          |           |            |
| Bronzoni 37’ Zennaro 90’ | Marcatori | 4’ Natteri |